# Claude Reid
Claude Reid, né en 1964 à Valleyfield, est un homme politique québécois. 
À la suite de l'élection générale québécoise de 2018, il devient député de la circonscription de Beauharnois à l'Assemblée nationale du Québec, sous la bannière de la Coalition avenir Québec, succédant à Guy Leclair.

## Biographie
Claude Reid est un homme bien connu dans la région de Valleyfield. Né à Valleyfield en 1964, il est un ancien conseiller municipal de cette ville ainsi que membre de l'équipe du député conservateur fédéral Jean-Guy Hudon dans les années 1980-1990. Reid travaillait à la Caisse Desjardins de Salaberry-de-Valleyfield.

## Résultats électoraux
|                                                                                               | Nom                   | Parti            | Nombre de voix | %      | Maj.   |
| --------------------------------------------------------------------------------------------- | --------------------- | ---------------- | -------------- | ------ | ------ |
|                                                                                               | Claude Reid (sortant) | Coalition avenir | 17 882         | 53,8 % | 12 242 |
|                                                                                               | Claudine Desforges    | Parti québécois  | 5 640          | 17 %   | -      |
|                                                                                               | Emilie Poirier        | Québec solidaire | 4 299          | 12,9 % | -      |
|                                                                                               | Chantal Dauphinais    | Conservateur     | 3 112          | 9,4 %  | -      |
|                                                                                               | Marc Blanchard        | Libéral          | 1 940          | 5,8 %  | -      |
|                                                                                               | Hélène Savard         | Vert             | 243            | 0,7 %  | -      |
|                                                                                               | Mathieu Taillefer     | Climat Québec    | 136            | 0,4 %  | -      |
| Total                                                                                         | Total                 | Total            | 33 252         | 100 %  |        |
| Le taux de participation lors de l'élection était de 66,3 % et 530 bulletins ont été rejetés. |                       |                  |                |        |        |

|                                                                                               | Nom                 | Parti               | Nombre de voix | %      | Maj.  |
| --------------------------------------------------------------------------------------------- | ------------------- | ------------------- | -------------- | ------ | ----- |
|                                                                                               | Claude Reid         | Coalition avenir    | 14 947         | 46,7 % | 7 952 |
|                                                                                               | Mireille Théorêt    | Parti québécois     | 6 995          | 21,9 % | -     |
|                                                                                               | Pierre-Paul St-Onge | Québec solidaire    | 4 816          | 15 %   | -     |
|                                                                                               | Félix Rhéaume       | Libéral             | 4 069          | 12,7 % | -     |
|                                                                                               | François Mantion    | NPD Québec          | 459            | 1,4 %  | -     |
|                                                                                               | Tommy Mathieu       | Citoyens au pouvoir | 429            | 1,3 %  | -     |
|                                                                                               | Yannick Campeau     | Conservateur        | 288            | 0,9 %  | -     |
| Total                                                                                         | Total               | Total               | 32 003         | 100 %  |       |
| Le taux de participation lors de l'élection était de 68,6 % et 706 bulletins ont été rejetés. |                     |                     |                |        |       |